# Emmanuel Héré

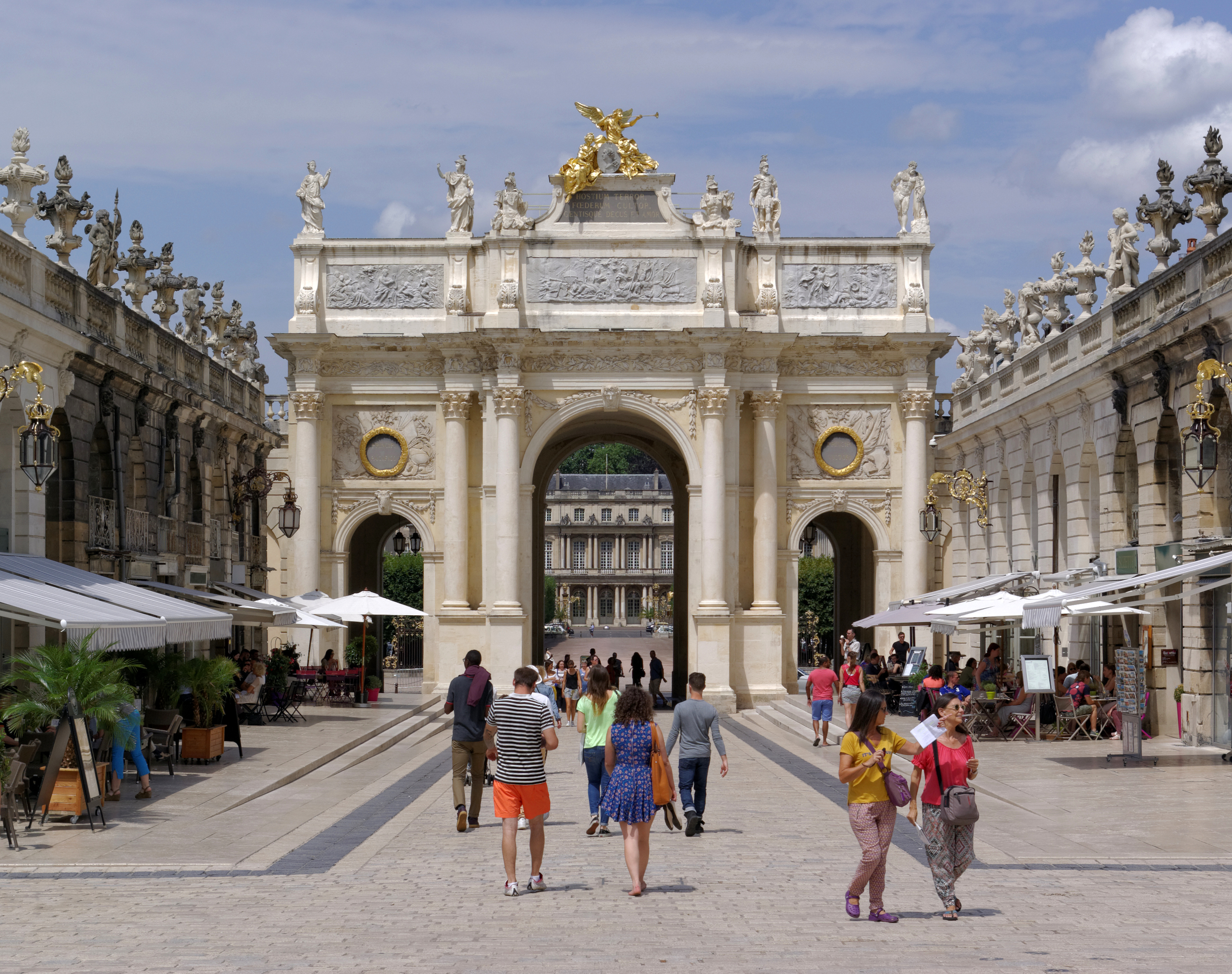
Arco de triunfo de Héré en la Plaza Stanislas de Nancy, basada en el Arco de Septimio Severo de Roma.

Emmanuel Héré de Corny (Nancy, 12 de octubre de 1705—Lunéville, 2 de febrero de 1763) fue un arquitecto francés de la corte de Estanislao I Leszczynski, duque de Lorena, y, antes, rey de Polonia en su capital de Nancy. Es famoso por su armonioso conjunto de espacios axiales que desarrolló, extendiéndose desde la Plaza Stanislas al Palais du Gouvernement; la secuencia es un ejemplo destacado del urbanismo del siglo XVIII.

## Biografía
Comenzó sus primeros pasos en la arquitectura a través de su padre que ostentaba el cargo de controlador de trabajos al servicio de Leopoldo, duque de la Lorena. 
Comenzó como aprendiz y gran admirador de Boffrand el principal arquitecto de Leopoldo, poco a poco llega a convertirse en Capitán-Conserje del Palacio de Lunéville con la llegada en 1737 del nuevo duque de la Lorena Estanislao I Leszczynski, el antiguo rey de Polonia y suegro de Luis XV y más tarde en 1738 es nombrado arquitecto de su majestad.
Héré asimila todas las influencias de la época, clásicas y barrocas, y edifica conforme a la voluntad del duque los pabellones y ornamentos de Bosquets y completa y embellece las realizaciones de Boffrand en Lunéville como, por ejemplo, la capilla de palacio, la iglesia de Santiago y la del Carmen.
Poco después de haberse encargado del embellecimiento del palacio de Lunéville por exigencias de su soberano el duque Stanislas, inicia a instancias del mismo los proyectos de construcción del conjunto monumental que le dará forma y organizara la ciudad de Nancy en un espacio moderno dinámico. 
Emmanuel Héré fue ovacionado y recompensado por sus labores fue ennoblecido por ello y se convierte en Barón de Corny, muere el 2 de febrero de 1763, después de su desaparición física fue Richard Mique (1728 – 1794) su sucesor, quien continuara su obra terminando el conjunto real, La Puerta de Sainte-Catherine y la Puerta Stanislas.

## Obras
Entre 1751 y 1755 edificó el conjunto arquitectónico que unirá la antigua ciudad medieval con la ciudad nueva a través de la plaza de la Carrière y la plaza real, hoy Plaza Stanislas. Otras obras del conjunto son:
- La Iglesia de Nuestra señora del Buen Socorro, (Notre-dame de Bonsecours).
- El hotel de misiones reales.
- El Pabellón del hospital San Julián.
- La Puerta real Luis XV
- La Plaza d'Alliance
- La Nueva Intendencia

También reconstruyó el castillo de Chanteheux y participó en el reacondicionamiento del castillo de Commercy.
El conjunto arquitectónico realizado en Nancy por Héré fue una simbiosis de todas las corrientes artísticas de su tiempo, y constituyen una joya arquitectónica del Siglo de las Luces, todavía hoy conservado con el frescor de antaño.